# Sơn ca Sabota
Sơn ca Sabota (danh pháp hai phần: Mirafra sabota, đôi khi đặt trong chi Calendulauda) là một loài chim thuộc Họ Sơn ca. Loài này sinh sống ở Angola, Botswana, Mozambique, Namibia, Nam Phi, Swaziland, và Zimbabwe. Phạm vi phân bố trên một diện tích 2,3 triệu km2. Môi trường sinh sống của nó ở các vùng bụi cây khô nhiệt đới hoặc cận nhiệt đới, xa vẳn ẩm, xa vẳn khô.